# Salas pagasts (Salas novads)
 For alternative betydninger, se Salas pagasts. (Se også artikler, som begynder med Salas pagasts)
Salas pagasts (Salas novads) er en territorial enhed i Salas novads i Letland. Pagasten etableredes i 1945, havde 3.271 indbyggere i 2010 og omfatter et areal på 196,40 kvadratkilometer. Hovedbyen i pagasten er Sala.